# Nico Neyens
Nico Neyens (Neerpelt, 20 maart 1951) is een Belgisch componist, muziekpedagoog, dirigent en klarinettist.

## Levensloop
Neyens kreeg muziekles op het St.-Jan-Berchmanscollege en behaalde aan de Stedelijke Muziek Academie in Genk de regeringsmedaille voor klarinet. Hij studeerde muziektheorie, klarinet en kamermuziek aan het Koninklijk Vlaams Conservatorium Antwerpen onder anderen bij Walter Boeykens. Hij is docent klarinet, samenspel en kamermuziek aan de Noord-Limburgse Academie voor Muziek en Woord te Neerpelt. In januari 1977 richtte hij een harmonieorkest op, nu: NIKO-harmonieorkest. Met dit orkest heeft hij vele prijzen behaald en concertreizen in het binnen- en buitenland (Oostenrijk, Bulgarije, Duitsland, Nederland, Denemarken, Spanje, Frankrijk, Hongarije, Rusland, Finland, Zuid-Afrika, Zweden en Zwitserland) gemaakt. Hij verzorgde met dit orkest plaat- en cd-opnames. 
Hij was verder gedurende 18 jaar dirigent van de Koninklijke Fanfare Sint-Pieter Herenthout (tot 2006), de Fanfare "Vermaak Na Arbeid" St-Huibrechts-Lille en sinds 1 september 2006  van de Koninklijke Stadsharmonie "Phileutonia", Helmond. Lange tijd was hij eveneens dirigent van de Edelweiskapel binnen de "Koninklijke Harmonie Sint-Jozef Kaulille" en behaalde met deze blaaskapel in 1979 tijdens het festival in Genk de Europese beker. 
Als klarinettist behoort hij samen met Stefan Meylaers (piano) en Vera Bali (cello) tot het New Art Trio. Verder heeft hij in 1975 de Iron Foundation opgericht en was lange jaren lid.